# Eres luz
Eres luz es el segundo álbum de estudio de Niña Pastori, producido por Paco Ortega, publicado por Sony BMG, y grabado y lanzado en 1998.

## Listado de canciones
1. Eres luz – 3:43
2. Cartita de amor – 3:22
3. Vivo un sueño – 4:33
4. Como tú, ninguna – 2:59
5. Qué pena – 4:20
6. Dos que se quieren – 3:18
7. En una canasta – 3:48
8. De caramelo – 4:29
9. Morao – 4:12
10. Gitanito canastero – 3:16
11. Nunca acabaré de conocerte – 4:34
12. Genios – 4:15

- Datos: Q30915352